# Годунов, Пётр Иванович
Пётр Иванович Годуно́в (?-?) — русский государственный деятель, стольник, голова и воевода во времена правления Михаила Фёдоровича и Алексея Михайловича.

## Биография
Выступил поручителем под жалованной подтвердительной грамотой царя Михаила Фёдоровича старице Новодевичьего монастыря Александре (в миру Стефанида) вдове боярина Дмитрия Ивановича Годунова (1621). Упоминается в свадебном чине 1-й свадьбы царя Алексея Михайловича в чине чашника, «которые перед государём пить носили» (16 января 1648). Показан на службу при Государе (1649).
Местничал с князем Н. И. Одоевским и Шереметевыми, «назначен в кривой стол смотреть, но схоронился и был бит батогами» (01 пойман 03 апреля 1650). На службе при Государе в походе к Можайску (ноябрь 1650). В период русско-польской войны (1654—1667) ходил в чине ясаула государева полка к Смоленску и Риге. Участвовал в битве под Шкловом (1654). В день приёма грузинского царевича Теймураза Давидовича перед Государём есть ставил (06 июня 1658). Воевода в Брянске (1658-1659). Участвовал в Конотопском сражении (1659). При встрече цесарских послов, голова 5-й сотни (14 мая 1664), при встрече английского посла, голова у стряпчей сотни. Воевода в Тобольске (1667-1670).
Попал в государеву опалу (03 сентября 1670). С Москвы был послан сыщик Андрей Павлович Акинфов и дьяк Иван Степанович Давыдов. И указано сыскать в Тобольске про воеводу Петра Ивановича Годунова с товарищи про сидение и раздор с князем Фёдором и с дьяком. Было велено выслать Петра Годунова из Тобольска в Москву тотчас. 6 сентября Пётр Годунов отбился от берега и поехал на своих подводах. По опальному делу Петра Годунова было наказано много служилых людей за «угождения и заушничество» воеводе.
По данному делу упомянут в царском указе (от 11 июля 1692), в котором говорится, что после Петра Ивановича Годунова указано всем воеводам едущим на службу в Сибирь, останавливались в Верхотурье и переписывать все свои пожитки, а на обратном пути проверять соответствие, чтобы не вывозили из Сибири серебро, жемчуг и иные предметы, говоря что всё это взяли из Москвы.
Умер (убит) в Свияжске.

## Военная служба
Провел полную реорганизацию войск в Тобольском уезде, заменив наёмные конные полки регулярной конницей. Сократил денежные и хлебные выплаты отслужившим, вместо этого увеличив их пашенные участки. Запланировал и создал засеки и остроги на южной границе российских владений в Сибири.

## Карта Сибири

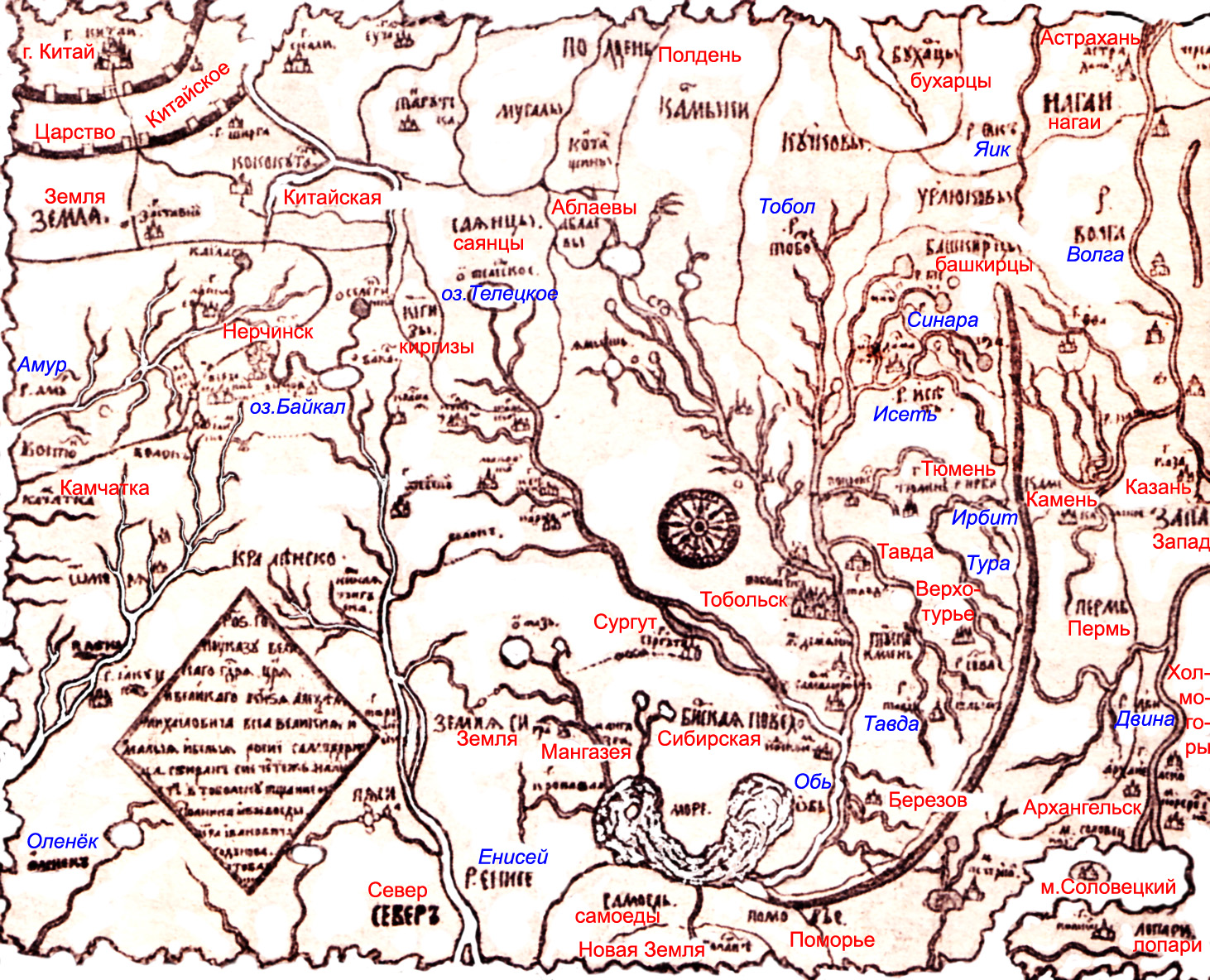
Чертёж Сибирской земли — российская карта Сибири и Дальнего Востока, которую в 1667 году по царскому указу составил тобольский воевода П. И. Годунов (с расшифровкой)

По распоряжению Годунова в 1667 году была составлена первая из известных карт Сибири, получившая известность под названием «Годуновской карты». Надпись на самой карте гласит, что она сделана «по указу государя, царя и великого князя Алексея Михайловича всея Великая и Малая и Белая России самодержца, сбиран сей чертёж на месте в Тобольске тщанием стольника и воеводы Петра Ивановича Годунова с товарищами».
На самой карте отражена схема рек Сибири и Дальнего Востока, таких как Волга, Северная Двина, Обь, Енисей, Лена, Оленёк, Колыма и Амур, со множеством притоков. Отмечены озёра Байкал и Телецкое, а также крупные города и области расселения сибирских народностей.
Рукописные копии этой карты сохранились в атласах С. У. Ремезова — в Хорографической чертёжной книге («Список печатного подлинного чертежа. В лето 7176 по указу великого государя по грамоте в Тобольску учинён сей чертёж снисканием и самотрудием и географством стольника и воеводы Петра Ивановича Годунова…») и в Служебной чертёжной книге («Чертёж древний всея Сибири годуновской»).
Ещё две копии находятся в шведских архивах, известия о них были опубликованы А. Э. Норденшельдом в 1889 году. Первую из них скопировал Клаас Прютц, находившийся в составе шведского посольства короля Карла XI в Москве в 1669 году. Вторая копия была сделана Эриком Пальмквистом в 1673 году.
Годунов составил также «Ведомость о Китайской земле и о глубокой Индии», которая впоследствии была переведена на греческий язык и получила широкое распространение.

## Другие заслуги
Добился роста государственных доходов за счёт сбора ясака и других налогов. Кроме того, содействовал развитию земледелия, хлебопашества, льноводства и винокурения. В Тобольске во время службы воеводой наладил производство канатов и парусов.